# Kerma (Sudan)

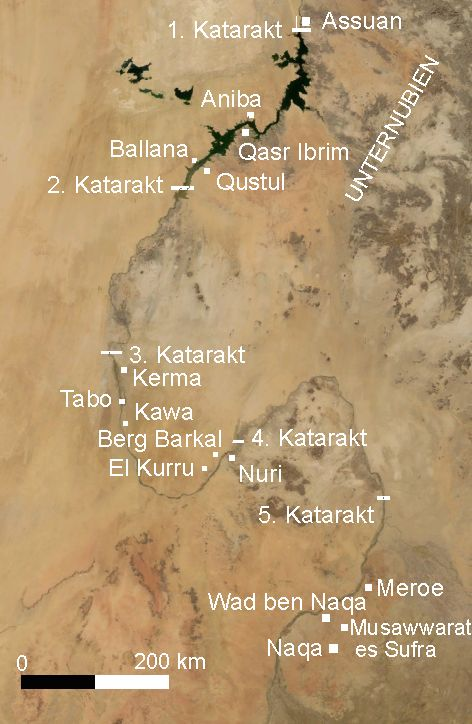
Nubien

Kerma ist eine antike Stadt in Nubien, im heutigen Sudan gelegen.

## Lage
Der heutige Ort Kerma liegt südlich des dritten Nilkataraktes im Bundesstaat asch-Schamaliyya, etwa 53 Kilometer nördlich von Dongola auf der östlichen Seite des Nils. Die ehemalige, heute Doukki Gel genannte Stadtanlage befindet sich etwa 5 Kilometer südlich des Ortes und wenige 100 Meter östlich der Durchgangsstraße umgeben von Feldern und Dattelpalmenwäldern. Die Reste einer ägyptischen Stadt liegen von hier einen halben Kilometer nordöstlich. Etwa 3 Kilometer östlich außerhalb der bewässerten Felder in der Wüste liegt der große Friedhof mit einer Ausdehnung von 1,5 Kilometer in Nord-Süd-Richtung.

## Geschichte
Zu Beginn des 2. Jahrtausends v. Chr. war der Ort das Zentrum der Kerma-Kultur, einer vorgeschichtlichen Kultur, die sich zu einem Königreich mit bedeutendem Einfluss entwickelte. Zentrale Anlage der Stadt war ein großer massiver Lehmziegelbau, der heute als untere oder westliche Deffufa (nubisch „Backsteinruine“) bezeichnet wird. Die Funktion des 19 Meter hohen und weithin sichtbaren Bauwerkes ist umstritten, es handelte sich entweder um einen Palast oder einen Tempel. Neben zahlreichen Wohnbauten konnten auch große Grabanlagen aus dieser Zeit ausgegraben werden, die offensichtlich den Königen dienten. Diese Anlagen waren rund. Es fanden sich Belege für Menschenopfer. Es konnten zahlreiche ägyptische Objekte gefunden werden, die einerseits sicherlich gehandelt worden sind, andererseits vielleicht bei Kriegszügen erbeutet wurden. Beim Niedergang des Reiches wurde Kerma von den Ägyptern eingenommen.
Die ägyptische Stadt blühte bis an das Ende der meroitischen Periode. Es handelt sich um das aus den Quellen bekannte Pnubs.
Zentrum der Stadt war ein Amuntempel, der unter Thutmosis IV. erbaut wurde, obwohl es hier wohl schon ältere Bebauungen gab. Unter Echnaton wurde der Bau in einen Atontempel umgewandelt. In der 25. Dynastie wurde der Tempel unter Schabaka vollkommen umgebaut. Aus der Zeit von Aspelta stammt ein Versteck, in dem sich sieben Statuen nubischer Herrscher fanden, die heute im Museum von Kerma ausgestellt sind. Weitere Bauarbeiten fanden unter Arikamaninote statt.
In der meroitischen Periode wurde die ganze Tempelanlage nochmals vollkommen umgebaut. Es wurden jetzt vor allem gebrannte Ziegel als Baumaterial benutzt. Der Ort wurde um 400 n. Chr. verlassen.

## Erforschung

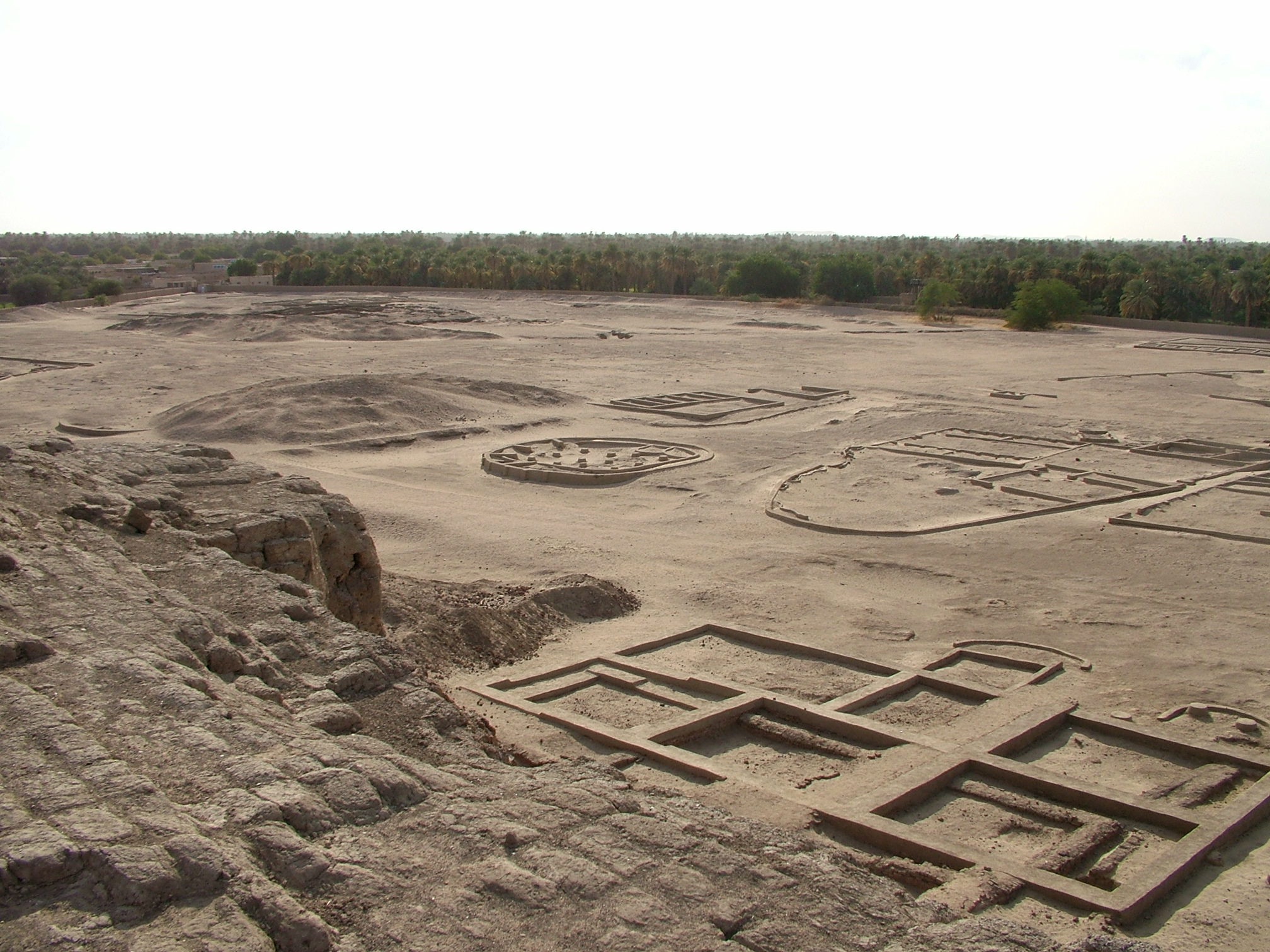
Blick von der westlichen Deffufa auf die Ruinen der antiken Stadt
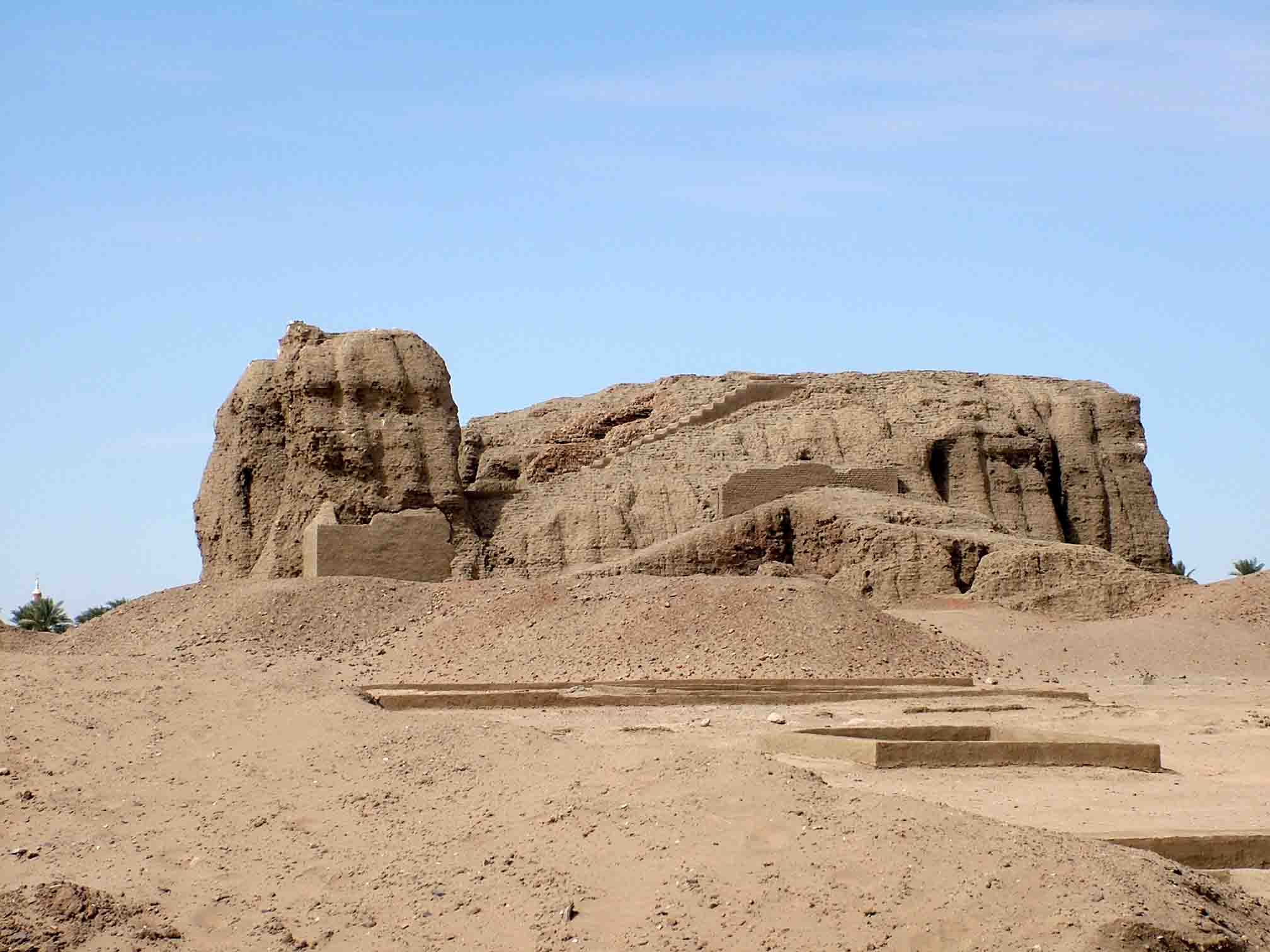
Blick auf die westliche Deffufa von Süden
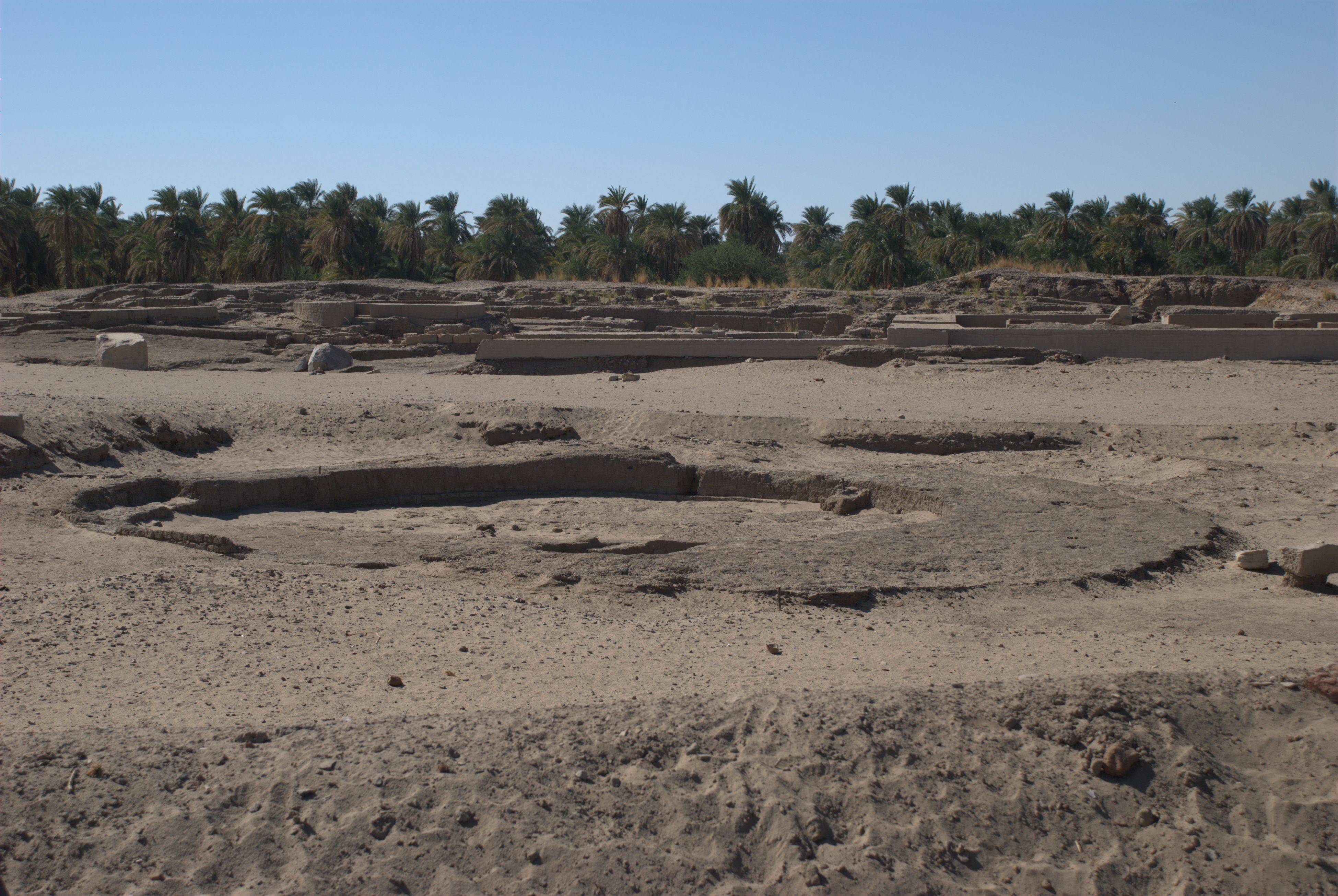
Ausgrabungsgelände der um 1500 v. Chr. gegründeten ägyptischen Stadt Pnubs

In Kerma befinden sich heute in der Mitte des von einer neuzeitlichen Lehmziegelmauer umgebenen Grabungsgeländes die Überreste eines Ziegelgebäudes, das wahrscheinlich der Herrscherpalast oder eine ägyptische Handelsniederlassung war. Diese Deffufa und die Gesamtanlage hat Sudan als UNESCO-Weltkulturerbe vorgeschlagen. Zudem fand man große Grabstätten, wo auch die Fürsten Kermas begraben sind. In den Gräbern konnte die Mitbestattung von Untergebenen nachgewiesen werden; man fand bemalte Keramik und Amulette aus Marienglas. Die bei der Erforschung freigelegten Grundmauern wurden zu ihrem Schutz wieder überdeckt. Sichtbar sind darüber errichtete niedrige Mauern, die den Grundplan erkennen lassen.
Karl Richard Lepsius hielt sich im Juni 1844 in Kerma (von ihm Kerman genannt) auf.
Die Ausgrabungen in Kerma wurden 1913 und 1916 von George Andrew Reisner geführt. Neuere Ausgrabungen bei Dokki Gel finden seit Mitte der 1990er Jahre unter der Leitung der Universität von Genf statt.

## Dokumentationen
- Im Land der schwarzen Pharaonen. TV_Dokumentation, 52 Min., Schweiz 2005, Regie: Stéphane Goel, Inhaltsangabe (Memento vom 3. Oktober 2008 im Internet Archive) von Arte.
- Black Pharaos: Sudans vergessene Pyramiden. (Originaltitel: Lost Kingdom of the Black Pharaohs.) TV-Dokumentation von David Starkey; Irland/GB 2019; deutsche Synchronfassung: arte 2020 (permanent abrufbar auf: youtube.com).